# General Las Heras (buque)
General Las Heras, inicialmente Presidente Perón, fue un buque tanque de la empresa petrolera estatal argentina Yacimientos Petrolíferos Fiscales (YPF).

## Características
Fue un buque tanque de 26 000 t de desplazamiento máximo, 172,5 m de eslora, de 21,6 m de manga, de 11,8 m de puntal y 9,4 m de calado. Su capacidad de carga a granel alcanzaba los 1607 m³; y estaba impulsado por dos turbinas de vapor Parsons con 6000 CV de potencia.

## Historia
Fue construido por Cammell Laird & Co. Ltd. de Birkenhead (Inglaterra, Reino Unido); y fue incorporado a Yacimientos Petrolíferos Fiscales (YPF) en 1951.
Fue bautizado «Presidente Perón», nombre removido y sustituido por «General Las Heras» en 1955 por la dictadura autodenominada «Revolución Libertadora».
El buque tuvo su baja definitiva en 1980 y fue desguazado.